# Agrotis consternans
Agrotis consternans là một loài bướm đêm trong họ Noctuidae.